# Ferenczi Miklós (matematikus)
Ferenczi Miklós (Budapest, 1947. január 16. –) matematikus, fő kutatási területe a matematikai logika. A Magyar Tudományos Akadémia doktora. A Budapesti Műszaki Egyetemen oktat, a Matematika Intézet algebra tanszékének professor emeritusa. Számos sikeres könyv szerzője.

## Tudományos pálya
Ferenczi Miklós szűkebb kutatási területei az algebrai logika és a nem klasszikus logikák. 1987-ben védte kandidátusi disszertációját Measures and measurable functions on cylindric algebras címmel, 2014-ben pedig akadémiai doktori disszertációját Representation theory based on relativized set algebras originating from logic címmel. A Budapesti Műszaki Egyetemen csoportot alakított a matematikai logika kutatására és oktatására, hosszabb időszakon keresztül OTKA-támogatást nyert el témavezetőként. Külső munkatársa az MTA Rényi Intézetének, ahol az algebrai logika osztály munkájában vett részt. Vendégkutatóként hónapokat töltött el Pisában, Ottawában és Amszterdamban. Néhány fontosabb konferencia-előadásának helyszíne és időpontja: Varsó 1995, Salamanca 2001, Boulder (Colorado) 2004, Malaga 2005. Egyik főszervezője az 1988-ban Budapesten indult nemzetközi algebrai logika konferenciasorozatnak.

## Oktatás
Az ELTE matematikus szakán szerzett diplomát 1971-ben, ezután 1996-ig a BME villamoskari matematika tanszékén oktatott, ezt követően pedig a BME Matematika Intézetének algebra tanszékén. A halmazelmélet és matematikai logika téma oktatásának egy centrumát alakította ki a BME-én, számos, a témához tartozó tárgyat vezetett be. Több, országos terjesztésű sikeres tankönyv szerzője. Tudományos felelőse annak a nagyszabású TÁMOP-programnak, amelynek keretében 2010 és 2013 között közel száz elektronikus tankönyv jelent meg. 

## Könyvek, szerkesztések
- Matematikai logika, Műszaki kiadó, 2002 és 2014 (első és második kiadás)
- Valószínűségszámítás és alkalmazása, Nemzeti Tankönyvkiadó, 1998 és 2007 (első és második kiadás)
- Formal Methods in Computing, Kluwer-Akadémiai kiadó, szerk. (Pataricza Andrással és Rónyai Lajossal közösen), 2005
- Cylindic Algebras and Algebraic Logic, Springer, szerk. (Andréka Hajnallal és Németi Istvánnal közösen), 2013
- Mathematical Logic for Applications, Typotex (Szőts Miklóssal közösen), 2016
- A matematika alapjairól, Typotex, 2020

## Díjak, elismerések
- Széchenyi Professzori Ösztöndíj, 2000-2003
- MTA Nívódíj, 2011
- Pedagógus Szolgálatért emlékérem, 2011